# Equazione di Starling
L'equazione di Starling, detta anche equazione di Starling-Landis, è una equazione formulata nel 1896 che illustra il ruolo della forza idrostatica e oncotica (le cosiddette Forze di Starling) nel movimento dei fluidi attraverso membrane capillari.
Il movimento dei fluidi per capillarità può avvenire come risultato di due processi:
- diffusione
- filtrazione

L'equazione di Starling fa riferimento al solo movimento di fluido per filtrazione.
La filtrazione attraverso la parete dei capillari dipende dalla pressione idrostatica esistente nel capillare meno la pressione idrostatica esistente nel liquido interstiziale. Ma a questa pressione idrostatica si oppone il gradiente osmotico (dovuto alla pressione oncotica delle proteine plasmatiche) diretto verso l'interno del capillare.
Infatti la parete dei capillari (barriera tra plasma e liquido interstiziale) permette il libero passaggio dell'acqua e di piccole molecole ma non lascia passare in quantità significative le proteine plasmatiche per cui queste si trovano nel plasma in forte concentrazione; essa si comporta come una membrana impermeabile alle proteine plasmatiche che esercitano una pressione osmotica (chiamata pressione oncotica) pari a circa 25 mmHg.
In sintesi la filtrazione attraverso la membrana dei capillari è determinata dalla pressione idrostatica cui si oppone la pressione osmotica. Pertanto a livello dell'estremità arteriosa del capillare dove la pressione idrostatica supera la pressione oncotica, il liquido passa dai capillari negli spazi interstiziali. All'estremità venosa del capillare invece, dove la pressione oncotica supera la pressione idrostatica, il liquido rientra nei capillari.
```
PRESSIONE DI FILTRAZIONE = PRESSIONE IDROSTATICA EFFETTIVA - PRESSIONE ONCOTICA EFFETTIVA
```

## L'equazione
La seguente formula esprime l'equazione di Starling:
{\displaystyle \ J_{v}=K_{f}([P_{c}-P_{i}]-\sigma [\pi _{c}-\pi _{i}])}
dove:
- {\displaystyle ([P_{c}-P_{i}]-\sigma [\pi _{c}-\pi _{i}])} è la pressione netta di filtrazione,
- {\displaystyle K_{f}} è la costante di proporzionalità, definita come il prodotto della superficie dei vasi ({\displaystyle S}) per la conduttività idraulica ({\displaystyle L}).
- {\displaystyle J_{v}} è il movimento fluido netto tra compartimenti

Convenzionalmente la forza uscente è definita positiva quella entrante negativa. La soluzione della equazione è conosciuta come la filtrazione netta o movimento fluido netto (Jv). Se positiva il fluido tenderà a uscire per capillarità (filtrazione). Se negativa il fluido tenderà ad entrare per capillarità (assorbimento). Questa equazione ha un numero rilevante di implicazioni fisiologiche, specialmente quando i processi patologici alterano significativamente una o più delle variabili.

## Le variabili
Secondo l'equazione di Starling, il movimento dei fluidi dipende dalle seguenti variabili:
1. Pressione idrostatica di capillarità ( Pc )
2. Pressione idrostatica interstiziale ( Pi )
3. Pressione oncotica di capillarità (πc )
4. Pressione interstiziale oncotica (πi )
5. Coefficiente di filtrazione ( Kf )
6. Coefficiente di riflessione (σ)
7. Superficie del condotto (S)
8. Conduttività idraulica (L)

Le pressioni vengono spesso misurare in millimetri di mercurio (mmHg), e i coefficienti di filtrazione in millilitri per minuto per millimetro di mercurio (ml·min−1·mmHg−1).
Essenzialmente l'equazione esprime che la filtrazione netta (Jv) è proporzionale alla forza risultante netta. Le prime quattro variabili nella lista precedente sono le forze che contribuiscono alla determinazione della forza risultante netta.
La superficie e la conduttività idraulica sono fortemente influenzate dai fenomeni di vasodilatazione e vasocostrizione, mentre le pressioni idrostatiche ed oncotiche assumono valori caratteristici a seconda del distretto interessato.

### Pressione oncotica
La pressione oncotica è la pressione osmotica esercitata dalle proteine, in particolare da quelle plasmatiche, ovvero dal colloide. Essa è molto maggiore all'interno del capillare, dove si aggira sui 30 mmHg, rispetto che nell'interstizio dove è circa 5 mmHg. Essendo i capillari molto permeabili agli ioni, la pressione oncotica rappresenta la principale componente efficace della pressione osmotica presente tra capillare ed interstizio.

### Pressione idrostatica
La pressione idrostatica capillare a livello sistemico è generata dalla contrazione cardiaca e dipende in larga parte dalla resistenza delle arteriole a monte. Si aggira sui 30 mmHg nella maggior parte dei distretti dell'organismo, con l'importante eccezione dei capillari glomerulari renali che presentano una pressione idrostatica di circa 60 mmHg per via della minore resistenza a monte di essi. 
La pressione idrostatica interstiziale al contrario è circa nulla in diversi tessuti, risultando lievemente subatmosferica in quelli lassi per via dell'azione del linfatico e lievemente positiva nei tessuti rivestiti da capsula fibrosa. Essa inoltre assume diversi valori (variabili nel tempo) in alcuni compartimenti specializzati che risentono della pressione generata delle strutture adiacenti come avviene ad esempio nei capillari alveolari polmonari o nei capillari del muscolo scheletrico.

### Effetti delle forze di Starling
In generale la somma tra le forze di Starling, ovvero tra le pressioni osmotiche ed idrostatiche capillari ed interstiziali, in condizioni basali è leggermente sbilanciata verso la filtrazione, inducendo una fuoriuscita di liquido dal capillare che sarà poi bilanciata dall'azione dei vasi linfatici. Sperimentalmente è stato notato che tale tendenza alla filtrazione è accentuata dal fatto che le intercapedini tra le cellule endoteliali sono caratterizzate da una microcompartimentazione peculiare che fa in modo che, nel caso di variazioni delle forze che tenderebbero a spostare l'equilibrio verso il riassorbimento da parte del capillare, a tale livello avvenga un accumulo delle poche proteine presenti nell'interstizio che quindi porterà ad un aumento della pressione oncotica del microcompartimento opponendosi in tal modo al riassorbimento di acqua da parte del capillare.

### Coefficiente di filtrazione
Il Coefficiente di filtrazione è la costante di proporzionalità. Un alto valore indica una capillarità all'acqua molto alta.
Il coefficiente di filtrazione è il prodotto di due componenti:
- area superficiale di capillarità (S)
- conduttanza idraulica di capillarità (L)

La superficie è modulata mediante i fenomeni di vasocostrizione e vasodilatazione che agiscono sulle arteriole a monte impedendo il flusso in determinati distretti ma soprattutto mediante il reclutamento capillare, molto efficace al livello del muscolo scheletrico dove prevale il meccanismo di accoppiamento flusso-metabolismo in base al quale per un aumento di cataboliti si ha una conseguente vasodilatazione arteriolare e quindi un aumento della perfusione dell'organo. 
La conduttanza idraulica è modulata mediante diversi fattori, tra cui ad esempio l'azione dei mediatori dell'infiammazione, che agiscono aumentandola di molto, facendo fluire molto liquido dal capillare e causando edema nell'interstizio. In particolare nei tessuti si osservano due fasi che caratterizzano tale accumulo di liquido: nella prima, detta fase a bassa complianza, per bassi aumenti di volume si osservano elevati aumenti di pressione interstiziale mentre durante la seconda, detta ad alta complianza e spesso dovuta a fenomeni cronici che portano al danneggiamento del connettivo interstiziale, per ulteriori aumenti di volume della sessa misura si osserva uno scarso aumento della pressione.

### Coefficiente di riflessione
Il Coefficiente di riflessione viene spesso visto come un fattore correttivo, definito come il rapporto tra la pressione osmotica osservata e quella prevista in base all'equazione di van 't Hoff. Esso può avere valore compreso fra 0 e 1, dove 0 corrisponde ad una totale permeabilità al soluto mentre 1 ad una totale impermeabilità. L'idea su cui si basa è che la differenza nella pressione oncotica contribuisce alla forza risultante netta perché la maggior parte dei capillari nel corpo sono pressoché impermeabili alle proteine di grande peso molecolare. In particolare in gran parte dei tessuti sigma ha un valore di circa 0 per quanto riguarda gli ioni mentre di circa 1 per quanto riguarda le proteine. Il coefficiente dipende inoltre dal compartimento analizzato. Il termine ultrafiltrazione è spesso riferito a questi casi in cui le molecole grandi vengono trattenute da una membrana semipermeabile mentre l'acqua e le molecole piccole disciolte riescono ad attraversare la membrana.
Molti corpi capillari hanno una piccola permeabilità alle proteine (come l'albumina). Questa piccola possibilità di infiltrazione per le proteine ha due effetti importanti:
- la pressione del fluido interstiziale oncotico è più alta di quanto sarebbe altrimenti in quel tessuto
- non tutta la quantità di proteine presenti è efficace nel ritenere l'acqua e quindi la pressione capillare oncotica efficace è minore della pressione capillare oncotica.

Entrambi questi effetti diminuiscono il contributo del gradiente della pressione oncotica alla forza netta che si sviluppa. Il coefficiente di riflessione è usato per correggere il valore del gradiente misurato per tener conto dell'inefficacia parziale dovuta agli effetti descritti sopra. 
- i capillari glomerulari hanno un coefficiente di riflessione prossimo a 1 poiché normalmente non ci sono proteine che li attraversano
- al contrario, i sinusoidi epatici hanno un basso coefficiente perché sono permeabili alle proteine. Questo è vantaggioso perché gran parte delle proteine plasmatiche sono prodotte dagli epatociti e l'elevata permeabilità consente ad esse di muoversi relativamente liberamente verso il sangue che scorre nel sinusoide. Il percorso seguito usualmente dall'albumina e dalle altre proteine per entrare nella circolazione rimane tuttavia quello attraverso il sistema linfatico.